# 포러스트 타운스
포러스트 그래디 ("스펙") 타운스(Forrest Grady ("Spec") Towns, 1914년 2월 6일 ~ 1991년 4월 9일)는 미국의 육상 선수이다. 1936년 베를린 올림픽 110m 허들 금메달리스트로, 그 종목에서 3번이나 세계 기록을 깼다.

## 경력
조지아주 피츠제럴드에서 태어난 오거스타에서 자라온 타운스는 리치먼드 아케데미에 있는 고등학교에서 미식축구를 하였다.
1933년 타운스가 자신의 뒷뜰에서 높이뛰기를 하는 것을 스포츠 저널리스트가 본 후, 조지아 대학교의 미식축구 장학금을 바았다.
높이뛰기보다 허들에 전문적인 타운스는 120 야드 허들의 NCAA와 AAU 타이틀을 우승하였다. 그것은 1937년까지 지속된 60개의 경주 연전 연승의 시작이었다.
1936년 미국 올림픽 팀에 선출된 타운스는 그 성취를 얻는 데 조지아주 출신으로 처음이었다. 베를린 올림픽에서 14.1초와 함께 세계 기록 보유자가 되었고, 14.2초와 함께 금메달을 획득하였다. 또한 조지아주 출신으로 첫 올림픽 금메달리스트가 되었다. 경기가 끝난 조금 후에 14초 아래에 달린 첫 허들 선수가 되었다.
오슬로에서 열린 경주에서 그는 드라마적으로 세계 기록을 13.7초로 향상시켰으며, 1950년까지 지속되었다.

## 이후의 세월
대학 졸업 후, 1975년까지 조지아 대학교 육상 팀의 총감독을 지냈다.
77세의 나이로 애던즈에서 사망하였다. 사후에 대학교에 그의 명예를 가려 스펙 타운스 육상이 생기고, 해마다 열리는 육상 대회인 스펙 타운 초청 경기가 개최되었다